# Marrubium friwaldskyanum
Il Marrubium friwaldskyanum Boiss. è una specie erbacea perenne della famiglia delle Lamiaceae, parte della flora tipica della Bulgaria.
Cresce in terreni aridi e rocciosi e assomiglia al Marrubium velutinum, sebbene abbia steli più lunghi.